# Halina Jabłońska
Pour les articles homonymes, voir Jablonska.
Halina Jabłońska, surnommée « Barbara », « Danuta » ou encore « 96 », née le 2 décembre 1915 à Częstochowa en Pologne et morte le 8 février 1996 à Verdelais en France, est une commandante de la section féminine de l'organisation de résistance Narodowa Organizacja Wojskowa (NOW, Organisation militaire nationale), capitaine de l'Armia Krajowa (AK), vice-commandante de la Wojskowa Służba Kobiet (WSK), la division féminine de l'AK et combattante de l'insurrection de Varsovie.

## Biographie
Halina Jabłońska est née à Częstochowa. Elle est la fille d'un ingénieur, Henryk Jabłoński, et de sa femme Zofia. Elle obtient l'équivalent du baccalauréat (matura) en 1934 et poursuit des études d'histoire à l'Université Jagellon de Cracovie, dont elle sort diplômée en 1938. Elle milite alors activement dans la puissante organisation nationaliste étudiante Młodzież Wszechpolska (pl) (Jeunesse de Toute la Pologne).
Après le début de l'occupation allemande, elle revient à Częstochowa et y rejoint la résistance nationaliste. De décembre 1939 à mai 1940, elle travaille comme secrétaire dans une mine à Konopiska où elle rejoint une cellule clandestine de sabotage. Elle déménage à Varsovie où elle entre dans le mouvement de résistance Narodowa Organizacja Wojskowa (NOW).
En avril 1943, elle est nommée commandante de la section féminine de la Narodowa Organizacja Wojskowa (NOW) et devient l'une des responsables du réseau de communication de la NOW. Elle participe également à la rédaction du journal Walka (Combat). Lors de la scission de la NOW, elle opte pour la fusion avec le principal mouvement de résistance polonais, Armia Krajowa (AK). Avec 8 000 autres femmes, elle rejoint en juillet 1944 la Wojskowa Służba Kobiet (WSK), division féminine de l'AK, dont elle devient l'une des deux vice-commandantes.
Lors de l'insurrection de Varsovie, elle combat dans la Vieille Ville, puis dans le centre-ville. Elle organise des lieux de soin pour les soldats blessés et joue elle-même les agents de liaison en empruntant le réseau des égouts. Le 30 septembre 1944, elle est élevée au grade de capitaine de l'AK.
Après la capitulation de l'AK face à l'armée allemande le 2 octobre 1944, elle obtient, avec 3 000 autres combattantes, le statut de prisonnier de guerre.
Elle est transférée au stalag XI-B de Bad Fallingbostel, en Allemagne, puis dans le stalag VI-C d'Oberlangen. Dans ce dernier camp, elle est la vice-commandante des Polonaises prisonnières.
Son camp est libéré le 12 avril 1945 par les troupes de la 1re division blindée, une division polonaise qui opère au sein des troupes alliées sous les ordres du général Maczek.
Trois mois après la libération, elle se rend en Italie, où elle rejoint les rangs du Deuxième corps polonais du général Anders. À l'automne 1946, elle est transférée au Royaume-Uni au sein du Corps de réinstallation polonais, qui permet à 115 000 soldats polonais qui refusaient de revenir dans la Pologne communiste de s'installer sur le sol britannique.
Elle choisit de déménager en France, après s'être remariée avec un pilote des Forces françaises libres, Guy Chotard. Elle avait épousé en premières noces en 1939 un Polonais d'origine arménienne, Leon Ter-Oganian, dont elle avait entretemps divorcé. Elle a vécu un certain temps en Algérie, avant de retourner en France. Elle a eu quatre enfants. Elle meurt le 8 février 1996 à Verdelais, près de Bordeaux, en France. Elle est inhumée au cimetière d'Ambarès-et-Lagrave.

## Décorations
- Croix de la Valeur polonaise[1]
- Croix d'argent du Mérite avec des Épées[1]